# تشارلز مكارثي (مقاتل)
تشارلز مكارثي (بالإنجليزية: Charles McCarthy) هو فنان قتال مختلط أمريكي، ولد في 6 أغسطس 1980 في نيويورك في الولايات المتحدة.

## وصلات خارجية
- تشارلز مكارثي على موقع يو إف سي (الإنجليزية)
- تشارلز مكارثي على موقع شيردوغ (الإنجليزية)
- تشارلز مكارثي على موقع IMDb (الإنجليزية)
- تشارلز مكارثي على موقع قاعدة بيانات الفيلم (الإنجليزية)